# GET NAKED
「GET NAKED」（ゲットネイキッド）は、日本の歌手・倖田來未の9作目の配信限定シングル。2019年10月23日に配信された。

## 解説
前作、『STRIP』からわずか1週間でリリースされた。
楽曲自体は2017年に完成していたという。13th及び、14thアルバム『W FACE 〜inside・outside〜』（2017年3月8日発売）のタイミングでレコーディングを開始するつもりでいたが、3年越しでのストックとなっていた。「いまやっと自分が思い描いてる“倖田來未”をリアルに想像することができるようになった」「“こういう人になりたい”、再びそういう気持ちになれた」と語っている。
ミュージックビデオのショートバージョンが2019年10月22日に、avexより公式YouTubeにおいて、動画が公開された。内容は、先行アルバム『re(CORD)』のカバーと同じセットで撮影され、倖田がマイクのコードに絡まり音楽の奴隷であることを象徴するというものである。また、通常は肉眼では見ることができない物質を見つけるために使用されるブラックライトが搭載している。挙げられている動画サイトではショートバージョンであるにもかかわらず、上述アルバムには未収録となり、翌2020年3月11日発売予定のライヴ映像『KODA KUMI LIVE TOUR 2019 re(LIVE) -Black Cherry- & -JAPONESQUE-』HMV及び、ファンクラブ限定盤内の特典映像においてフルバージョンが収録された。

## 楽曲
1. GET NAKED [3:20]
作詞：KODA KUMI
作曲：Erika Nuri Taylor, Michael Anthony Naylor, Ronald M. Ferebee Jr., Lindsay Johnson

## 収録アルバム
- 『re(CORD)』
- 『BEST 〜2000-2020〜』(ファンクラブ限定盤)

## 収録ライブ映像
- 『KODA KUMI LIVE TOUR 2019 re(LIVE) -Black Cherry- & -JAPONESQUE-』(ファンクラブ限定盤)
  - 『KODA KUMI LIVE TOUR 2019 re(LIVE) 〜Black Cherry〜
  - 『KODA KUMI LIVE TOUR 2019 re(LIVE) 〜JAPONESQUE〜』